# Zemský okres Lippe
Zemský okres Lippe (německy Kreis Lippe) je zemský okres v německé spolkové zemi Severní Porýní-Vestfálsko, ve vládním obvodu Detmold. Území okresu se téměř úplně kryje s územím bývalého Svobodnéhéo státu Lippe. Sídlem správy zemského okresu je město Detmold. Má přibližně 348 tisíc obyvatel. 

## Města a obce
| Města: 1. Bad Salzuflen 2. Barntrup 3. Blomberg 4. Detmold 5. Horn-Bad Meinberg 6. Lage 7. Lemgo 8. Lügde 9. Oerlinghausen 10. Schieder-Schwalenberg | Obce: 1. Augustdorf 2. Dörentrup 3. Extertal 4. Kalletal 5. Leopoldshöhe 6. Schlangen |